# Municipio de Blowing Rock
El municipio de Blowing Rock (en inglés: Blowing Rock Township) es un municipio ubicado en el  condado de Watauga en el estado estadounidense de Carolina del Norte. En el año 2010 tenía una población de 2.715 habitantes.

## Geografía
El municipio de Blowing Rock se encuentra ubicado en las coordenadas 36°8′27.46″N 81°40′42.38″O / 36.1409611, -81.6784389.